# Biblioteca nacional de Uganda
La Biblioteca nacional de Uganda (en inglés: National Library of Uganda) es una biblioteca que fue establecida por una Ley Parlamentaria en el año 2003, en sustitución de la Junta de Bibliotecas Públicas que se estableció en el año 1964. Se trata de la biblioteca de depósito legal para el país africano de Uganda y está bajo la dirección de Gertrude Kayaga Mulindwa.